# Danske Bank
Danske Bank A/S – duńskie przedsiębiorstwo świadczące usługi bankowe i finansowe. W 2011 roku bank znajdował się na 454. miejscu listy Global 500 magazynu Fortune. Według raportu z 2015 roku bank ma łącznie 3,7 miliona klientów.
Został założony 5 października 1871 roku jako „Den Danske Landmandsbank, Hypothek- og Vexelbank i Kjøbenhavn” (Duński Bank Rolników, Bank Hipoteczny i Walutowy Kopenhagi) i był powszechnie znany jako „Landmandsbanken” (Bank Rolników). W 1976 roku przyjęto nazwę „Den Danske Bank”, a obecna nazwa została przyjęta w 2000 roku.
W Polsce obecny od 2000 roku, najpierw jako Danske Bank Polska S.A. (do 2006), a następnie jako oddział zagranicznej instytucji kredytowej, Danske Bank A/S z Danii.